# Dietrich Althoven
Dietrich Althoven (* im 16. Jahrhundert; † 22. Juli 1654) war ein deutscher Jurist und Gesandter des Herzogtums Jülich-Berg bei den Verhandlungen, die 1648 zum Westfälischen Frieden führten.

## Leben
Dietrich Althoven war der Sohn des Peter Althoven und dessen Ehefrau Margarethe von Schlechtingen. Er absolvierte an der Universität zu Köln ein Studium der Rechtswissenschaften und schloss es 1622 als Doktor beider Rechte ab. 1633 war er gelehrter Rat, denn er siegelte als Dietherich Althoff, Hofrat in Düsseldorf. Das Düsseldorfer Schloss war derzeit Sitz der Regierung von Jülich-Berg.
1635 wurde er Pfalz-neuburgischer Geheimrat und Lehen-Direktor. Fürst Wolfgang Wilhelm von Pfalz-Neuburg erhielt über die Ansprüche seiner Mutter den Besitz über die Herzogtümer Jülich und Berg.
In den Jahren von 1636 bis 1654 war Althoven dessen Vizekanzler und nahm als Gesandter von 1645 bis 1648 zusammen mit Johann Theodor Caspars und Reinhard Cloet an den Verhandlungen teil, die zum Westfälischen Frieden führten.
Beim Westfälischen Grenztag vom 17. November 1638 bis zum 17. Januar 1639 in Köln war er Deputierter von Pfalz-Neuburg.